# Patricia Pranke
Patricia Helena Lucas Pranke é professora titular da Universidade Federal do Rio Grande do Sul (UFRGS), pesquisadora brasileira, especialista em célula-tronco e, desde 2020, vice-reitora da UFRGS.

## Formação acadêmica
Pranke é graduada em Farmácia e Bioquímica - Análises Clínicas (1990) pela Universidade Federal de Santa Maria (UFSM), mestre em Ciências Médicas (1994) pela Universidade Estadual de Campinas (UNICAMP), doutora em Genética e Biologia Molecular (2002) pela Universidade Federal do Rio Grande do Sul (UFRGS), com doutorado sanduíche no Laboratório de Células-tronco do New York Blood Center (NYBC), nos Estados Unidos. Também fez pós-doutorado na Philipps-Universität Marburg, na Alemanha, em 2010, na área de nanotecnologia aplicada para a engenharia de tecidos e medicina regenerativa, para a reconstituição de órgãos e tecidos. Atualmente é professora da Faculdade de Farmácia e da pós-graduação em Fisiologia na UFRGS.
Desde 1995, trabalha como professora e chefe do Laboratório de Hematologia e Células-tronco da Faculdade de Farmácia da UFRGS. Fundadora e primeira presidente do Instituto de Pesquisa com Células-tronco (IPCT) (2004). É membro do Conselho do TERMIS - AMERICA (Tissue Engineering and Regenerative Medicine International Society) desde 2015 e presidente do comitê para a América Latina do TERMIS-AMERICAS. É membro do Conselho da América da Sociedade Mundial de Engenharia de Tecidos.
No Brasil, foi pioneira em introduzir o estudo de células-tronco associado à nanotecnologia para a Engenharia de Tecidos e Medicina Regenerativa. Entre 2003 e 2005, Pranke foi uma das duas cientistas que ajudaram o Governo Federal do Brasil a produzir a Lei de Biossegurança Nacional, aprovando as pesquisas com células-tronco embrionárias humanas no Brasil.
Em novembro de 2020, Pranke foi nomeada para a Academia de Ciências Farmacêuticas do Brasil.

## Vice-reitora da UFRGS
Em setembro de 2020, Patricia Pranke foi nomeada vice-reitora da UFRGS. A decisão foi tomada pelo presidente Jair Bolsonaro, mesmo após a chapa de Rui Oppermann e Jane Tutikian ter vencido a votação consultiva à comunidade acadêmica. A nomeação de Carlos André Bulhões e Pranke, cuja chapa foi a terceira e última colocada na votação, ocorreu por pressão dos deputados federais Bibo Nunes, e Ubiratan Sanderson, o deputado estadual Ruy Irigaray, os três então no PSL, e do senador Luís Carlos Heinze, filiado ao PP. Conforme Irigaray, a decisão de nomear o menos votado teve como objetivo combater um suposto "aparelhamento ideológico" não comprovado pelo deputado.
Em entrevista após assumir o cargo, Pranke defendeu que a universidade firmasse parcerias com a iniciativa privada, continuando, porém, pública e gratuita. Sobre a nomeação da sua chapa, argumentou que é prerrogativa do presidente da República escolher qualquer candidatura da lista tríplice elaborada pelo Conselho Universitário a partir da consulta à comunidade acadêmica.

#### Pedido de destituição
Em agosto de 2020, Pranke e o reitor Carlos Bulhões foram alvo de um pedido de destituição por parte do Conselho Universitário da UFRGS. Ambos realizaram em setembro de 2020 uma reforma na estrutura organizacional da universidade sem anuência do conselho. Em março de 2021, o órgão soberano da universidade aprovou uma resolução ordenando a retomada da estrutura anterior. Embora Pranke tenha se posicionado publicamente a favor do cumprimento do regimento da universidade e da decisão do conselho, a reitoria a acatou apenas parcialmente. Uma comissão foi formada para analisar a conduta do reitor e recomendou que a sua destituição fosse colocada em pauta na reunião do conselho que gerou o pedido de destituição, porém o MEC não aceitou o pedido.

## Premiações
Premiação internacional
Em 11 de julho de 2022 a professora Patricia recebeu o prêmio  “2022 Education, Training and Outreach” da Sociedade Internacional de Engenharia de Tecidos e Medicina Regenerativa-America, em cerimônia ocorrida em Toronto - Canadá. A TERMIS é a maior sociedade internacional na área de medicina regenerativa.

#### Prêmio Mérito Científico Raul Canal
Entre 5 e 7 de junho de 2025, durante o 1º Congresso Internacional da Sociedade Brasileira de Terapia Celular e Medicina Regenerativa (Sobracel), realizado no World Trade Center em São Paulo, a professora Patricia Pranke recebeu o Prêmio Mérito Científico Raul Canal por sua destacada contribuição à medicina regenerativa. A homenagem, concedida por unanimidade, reconhece sua trajetória científica que inclui participação na criação da Lei de Biossegurança Nacional (2003-2005), além de prêmios nacionais e internacionais e atuação como vice-reitora da UFRGS (2020-2024). 